# Tour du lac Qinghai
Le Tour du lac Qinghai (chinois simplifié : 环青海湖国际公路自行车赛 ; chinois traditionnel : 環青海湖國際公路自行車賽 ; pinyin : Huán Qīnghǎi hú guójì gōnglù zìxíngchē sài ; litt. « Tour cycliste routier international du lac Qinghai »), connu également sous l'appellation anglaise Tour of Qinghai Lake, est une course cycliste ayant lieu tous les ans près du lac Qinghai en Chine. Cette course appartient au circuit continental asiatique avec le rang 2.HC de 2005 à 2019. L'épreuve apparait au nouveau calendrier UCI ProSeries en 2020, mais est finalement annulée en raison du covid-19. En 2021 et 2022, elle est organisée avec seulement des coureurs chinois (catégorisée en 2.2). En 2023, la course revient au calendrier UCI ProSeries en catégorie 2.Pro.

## Palmarès
| Année | Vainqueur          | Deuxième                | Troisième           |
| ----- | ------------------ | ----------------------- | ------------------- |
| 2002  | Tom Danielson      | Glen Chadwick           | Xavier Tondo        |
| 2003  | Damiano Cunego     | Ghader Mizbani          | Wang Guozhang (de)  |
| 2004  | Ryan Cox,          | Ghader Mizbani          | Jeff Louder         |
| 2005  | Martin Mareš       | Kairat Baigudinov       | Valerio Agnoli      |
| 2006  | Maarten Tjallingii | Hossein Askari          | Nácor Burgos        |
| 2007  | Gabriele Missaglia | Daniel Lloyd            | Francisco Mancebo   |
| 2008  | Tyler Hamilton     | Marek Rutkiewicz        | Hossein Askari      |
| 2009  | Andrey Mizourov    | Ghader Mizbani          | Mitja Mahorič       |
| 2010  | Hossein Askari     | Radoslav Rogina         | Kiel Reijnen        |
| 2011  | Gregor Gazvoda     | Dmitriy Gruzdev         | Mateusz Taciak      |
| 2012  | Hossein Alizadeh   | Cameron Wurf            | Giovanni Báez       |
| 2013  | Samad Poor Seiedi  | Yevgeniy Nepomnyachshiy | Daniil Fominykh     |
| 2014  | Mykhailo Kononenko | Thomas Vaubourzeix      | Oleksandr Polivoda  |
| 2015  | Radoslav Rogina    | Hossein Alizadeh        | Francisco Colorado  |
| 2016  | Sergiy Lagkuti     | Matej Mugerli           | Vitaliy Buts        |
| 2017  | Jonathan Monsalve  | Mauricio Ortega         | Björn Thurau        |
| 2018  | Hernán Aguirre     | Hernando Bohórquez      | Radoslav Rogina     |
| 2019  | Robinson Chalapud  | Óscar Sevilla           | Benjamin Dyball     |
| 2020  | annulé             | annulé                  | annulé              |
| 2021  | Zhang Zhishan      | Peng Xin                | Hu Tiantian         |
| 2022  | Liu Jiankun        | Zhang Zhishan           | Shen Yutao          |
| 2023  | Henok Mulubrhan    | Eric Fagúndez           | Davide Baldaccini   |
| 2024  | Jefferson Cepeda   | Thomas Silva            | Manuele Tarozzi     |
| 2025  | Henok Mulubrhan    | Thomas Silva            | Harold Martín López |